# Crematogaster cuvierae
Crematogaster cuvierae is een mierensoort uit de onderfamilie van de Myrmicinae. De wetenschappelijke naam van de soort is voor het eerst geldig gepubliceerd in 1945 door Donisthorpe.